# MotoGP kínai nagydíj
A MotoGP kínai nagydíja a MotoGP egy korábbi versenye, melyet 2005-től 2008-ig rendeztek meg.

## Győztesek
| Év   | Helyszín | 125 cc                   | 250 cc                   | MotoGP                   | Összefoglaló |
| ---- | -------- | ------------------------ | ------------------------ | ------------------------ | ------------ |
| 2008 | Shanghai | Andrea Iannone (Aprilia) | Mika Kallio (KTM)        | Valentino Rossi (Yamaha) | Összefoglaló |
| 2007 | Shanghai | Lukáš Pešek (Derbi)      | Jorge Lorenzo (Aprilia)  | Casey Stoner (Ducati)    | Összefoglaló |
| 2006 | Shanghai | Mika Kallio (KTM)        | Hector Barbera (Aprilia) | Daniel Pedrosa (Honda)   | Összefoglaló |
| 2005 | Shanghai | Mattia Pasini (Aprilia)  | Casey Stoner (Aprilia)   | Valentino Rossi (Yamaha) | Összefoglaló |